# Salvatore De Meo
Salvatore De Meo (Fondi, 27 ottobre 1971) è un politico italiano. Parlamentare europeo di Forza Italia PPE al secondo mandato, laureato in Giurisprudenza e abilitato all'esercizio forense, con una solida esperienza nel settore agroalimentare. Già Sindaco del comune di Fondi e membro del Comitato Europeo delle Regioni. Attualmente Presidente della Delegazione UE per i rapporti con la Nato e membro delle commissioni parlamentari AGRI, AFCO, IMCO, SEDE.

## Biografia
Laureato in Giurisprudenza e abilitato alla professione forense presso la Corte d’Appello di Napoli, è stato direttore responsabile di società privata operante nell’ambito del MOF – Centro Agroalimentare all’Ingrosso di Fondi, uno dei maggiori mercati ortofrutticoli europei, con specifica esperienza delle problematiche sindacali di categoria. È stato altresì docente-tutor di corsi di formazione in tema di sicurezza sui luoghi di lavoro e tracciabilità dei prodotti, consulente di piani strategici di sviluppo commerciale e internazionalizzazione, nonché consulente legale e amministrativo di progetti di joint venture e finanziamenti per il settore agroalimentare e componente del Consiglio di Amministrazione dell’organismo Interprofessionale Ortofrutticolo Nazionale.

### Attività politica
Nel 2001 si candida alle elezioni amministrative del comune di Fondi come candidato consigliere comunale nelle liste di Forza Italia, a sostegno del candidato a sindaco Luigi Parisella, venendo eletto. In questa legislatura, De Meo ha ricoperto (anche) la carica di vice presidente vicario del consiglio comunale.
Dal 2003 assume l’incarico politico di Coordinatore cittadino di Forza Italia venendo poi nominato componente del Direttivo Provinciale e Delegato della Provincia di Latina al 2º Congresso Nazionale di Forza Italia.
Nel 2006 viene rieletto Consigliere comunale del Comune di Fondi, sempre nelle liste di Forza Italia, e diventa Assessore all’Urbanistica. Nello stesso anno partecipa, in qualità di Delegato provinciale, al Congresso Nazionale di costituzione del Popolo della Libertà ed è confermato coordinatore cittadino del Popolo della Libertà.
Nel 2009 viene eletto Consigliere provinciale di Latina nella lista del Popolo della Libertà (PdL). Nello stesso anno viene designato componente del direttivo provinciale del PdL.
Alle elezioni amministrative del 28 e 29 marzo 2010 viene eletto Sindaco di Fondi al primo turno, con un consenso del 55,60% dei votanti, sostenuto da una coalizione di centrodestra in cui Forza Italia rappresenta il partito principale.
Alle elezioni provinciali del 12 ottobre 2014 viene rieletto Consigliere ricoprendo l’incarico di capogruppo di Forza Italia.
Nel 2014 viene eletto consigliere nazionale dell'Associazione Nazionale Comuni Italiani (ANCI), nonché vicepresidente vicario dell'ANCI Lazio.
Nel 2015, su proposta del Governo Italiano, in quota ANCI, è nominato membro effettivo del Comitato Europeo delle Regioni aderendo al Partito Popolare Europeo e divenendo componente delle Commissioni ECON e NAT..
Alle comunali laziali del 2015 si ricandida a sindaco di Fondi per un secondo mandato, sostenuto da Forza Italia e le liste civiche Io Sì, Litorale e Sviluppo Fondano, Fondi Unita, Fondi Azzurra e Noi al Comune, venendo rieletto al primo turno con il 69,4% dei voti.
Alle elezioni europee del 2019 viene candidato al Parlamento europeo, tra le liste di Forza Italia nella circoscrizione Italia centrale, venendo proclamato eletto con insediamento differito al completamento della Brexit che avviene il 31/01/2020.
Nella legislatura 2019-2024, è membro della Conferenza dei presidenti di Commissione (CPCO), membro titolare della Commissione per l’agricoltura e lo sviluppo rurale (AGRI), membro supplente della Commissione per il mercato interno e la protezione dei consumatori (IMCO), della Commissione per l’industria, la ricerca e l’energia (ITRE), della Commissione per l'ambiente, la sanità pubblica e la sicurezza alimentare (ENVI), della Commissione speciale sulle ingerenze straniere in tutti i processi democratici nell'Unione europea, inclusa la disinformazione, e sul rafforzamento dell'integrità, della trasparenza e della responsabilità al Parlamento europeo (ING2).
È membro titolare della Delegazione al comitato parlamentare di stabilizzazione e di associazione UE-Serbia, membro titolare della Delegazione per le relazioni con l’India e membro supplente della Delegazione alla commissione parlamentare di cooperazione UE-Russia.
Il 22 aprile 2022 diventa Responsabile nazionale del Dipartimento Italiani all'estero di Forza Italia.
Il 17/10/2022 viene eletto Presidente della Commissione Affari Costituzionali (AFCO) del Parlamento europeo.
Nel giugno 2024 è candidato all’Europarlamento nella circoscrizione Italia centrale (Lazio – Umbria – Toscana - Marche) nella lista di Forza Italia – Noi Moderati e viene eletto con oltre 40.000 preferenze.
Nell’attuale X legislatura, è membro titolare della Commissione per l’agricoltura e lo sviluppo rurale (AGRI) e della Commissione Affari Costituzionali (AFCO), membro sostituto della Commissione per il mercato interno e la protezione dei consumatori (IMCO) e della Sottocommissione per la sicurezza e la difesa.
Il 3 ottobre 2024 viene eletto Presidente della Delegazione UE per i rapporti con la Nato.

## Controversie
Il 13 marzo 2025 la giustizia belga ha comunicato che aveva aperto delle indagini sulle relazioni fra numerosi lobbisti che lavoravano per la società Huawei e alcuni parlamentari europei. Il 20 maggio la procura belga ha sporto denuncia contro 5 deputati europei e ha chiesto la revoca dell'immunità parlamentare per gli italiani Salvatore De Meo, Fulvio Martusciello e Giuseppina Princi, il maltese Daniel Attard, il bulgaro Nikola Minchev.